# Камізано
Камізано (італ. Camisano) — муніципалітет в Італії, у регіоні Ломбардія,  провінція Кремона.
Камізано розташоване на відстані близько 460 км на північний захід від Рима, 45 км на схід від Мілана, 45 км на північний захід від Кремони.
Населення — 1286 осіб (2014).
Щорічний фестиваль відбувається першої неділі вересня. Покровитель — святий Іван Хреститель.

## Демографія
Населення за роками:

Станом на 1 січня 2023 року в муніципалітеті офіційно проживали 104 іноземці з 18 країн, серед них 45 громадян країн Євросоюзу та 8 громадян України.

## Сусідні муніципалітети
- Барбата
- Казале-Кремаско-Відоласко
- Казалетто-ді-Сопра
- Кастель-Габб'яно
- Іссо
- Риченго